# Naarajärvi (sjö i Äänekoski, Mellersta Finland)
Naarajärvi är en sjö i kommunen Äänekoski i landskapet Mellersta Finland i Finland. Sjön ligger 93,9 meter över havet. Den är 31,9 meter djup. Arean är 2,07 kvadratkilometer och strandlinjen är 16,49 kilometer lång. Sjön  ingår i Kymmene älvs huvudavrinningsområde.   Den ligger omkring 40 kilometer norr om Jyväskylä och omkring 270 kilometer norr om Helsingfors. 